# Батожабай, Даширабдан Одбоевич
Даширабда́н Одбо́евич Батожаба́й (бур.  Батажабай Дашарабдан) (25 августа 1921, село Догой Агинского аймака Бурят-Монгольской автономной области ДВР — 1977, Москва) — бурятский советский прозаик, драматург, член Союза писателей СССР.

## Биография
Родился в 1921 году в селе Догой (ныне в Могойтуйском районе Агинского Бурятского округа Забайкальского края) в семье скотовода. Окончил Зугалайскую семилетнюю школу. В 1936 году поступил в Улан-Удэнский театрально-музыкальный техникум. После окончания техникума работал актёром Бурятского драматического театра. Начав литературную деятельность, написал несколько одноактных пьес.
После начала Великой Отечественной войны был призван в армию. В 1941 году окончил Новосибирскую краткосрочную лётную школу. Служил пилотом тяжёлого бомбардировщика дальней авиации.
После войны с 1945 по 1952 год работал в газете «Бурят-Монголой унэн», редактором литературной редакции в радиокомитете, художником-оформителем в Агинском Бурятском национальном округе.
В 1945 году издаётся поэма-улигер Батожабая «Юный богатырь Сэнгэ и его друг Сунды Мэргэн», а затем пьеса «Плоды победы». За ней последовали пьесы: «Малшад» («Скотоводы», 1948), «Дагбын алдуу» («Ошибка Дагбы», 1949), «Агроном болохоб» («Буду агрономом», 1952), «Шүүбэри» («Выигрыш», 1952).
В 1952 году Батожабай поступает в Литературный институт им. А. М. Горького. Начинает писать рассказы. В 1954 году публикует на русском языке эпическую поэму «Мудрый Сэнгэ», пишет пьесу «Шобдог», многоактные пьесы «Огни на реке» и «Ход конём». В Москве издаются: «Бесхвостый черт» (1954) и «Невскрытые конверты» (1958). Пьеса «Огни на реке» и комедия «Ход конём» были поставлены на сцене Бурятского драматического театра.
В 1955 году Батожабай пишет свою первую повесть «Песня табунщика». В 1957 году по повести была снята кинокартина «Песня табунщика». Сценарий фильма написали Батожабай, К. Б. Минц и Е. М. Помещиков. В 1960 году снимается художественный фильм «Золотой дом» по сценарию Батожабая, В. И. Ежова и Г. Ц. Цыдынжапова.
С 1959 по 1965 год работает над трилогией «Похищенное счастье». В 1962 году издаётся «Где же ты, моя судьба» (Улан-Удэ), в 1970-е годы писатель работает над романом «Горные орлы» (Москва, 1978).

## Награды
- Орден Трудового Красного Знамени (24.12.1959),
- Медали СССР.

## Память
- На доме, где жил и работал Д. О. Батожабай, установлена мемориальная доска (скульптор З. Д. Дугаров).
- В 1992 году одной из улиц в Советском районе города Улан-Удэ (п. Стеклозавод) присвоено имя Даширабдана Батожабая.
- В 1996 году, к 75-летию писателя, выпущен сборник «Воспоминания о Батожабае».
- Государственной юношеской библиотеке Республики Бурятия присвоено имя Даширабдана Батожабая.
- В 2021 году, к 100-летию писателя, Республиканской детско-юношеской библиотекой был создан сайт "Весь Батожабай"